# Argyrodes parcestellatus
Argyrodes parcestellatus är en spindelart som beskrevs av Simon 1909. Argyrodes parcestellatus ingår i släktet Argyrodes och familjen klotspindlar.
Artens utbredningsområde är Vietnam. Inga underarter finns listade i Catalogue of Life.